# Oslednice (rozhledna)
Oslednice je rozhledna, která se nachází na stejnojmenném vrchu (557 m n. m.) na jihovýchodním okraji Telče. 
Původní dřevěná rozhledna vysoká 16 m zde byla postavena v roce 1898. Současná 36 m vysoká kovová rozhledna, postavená mobilním operátorem Paegas (nyní T-Mobile), byla otevřena 25. března 2000. Na jejím vrcholu jsou umístěny antény operátorů (T-Mobile a O2) a z ochozu ve výšce 31 m poskytuje výhled na Telč a okolí, například Javořici, nejvyšší vrch Českomoravské vrchoviny, nebo hrad Roštejn. Výjimečně lze spatřit i alpský Ötscher (148 km). Jejím provozovatelem je Klub českých turistů. Identická rozhledna byla postavena o rok později ve Vysoké u Kutné Hory, tentokrát pro síť Oskar.

## Fotogalerie

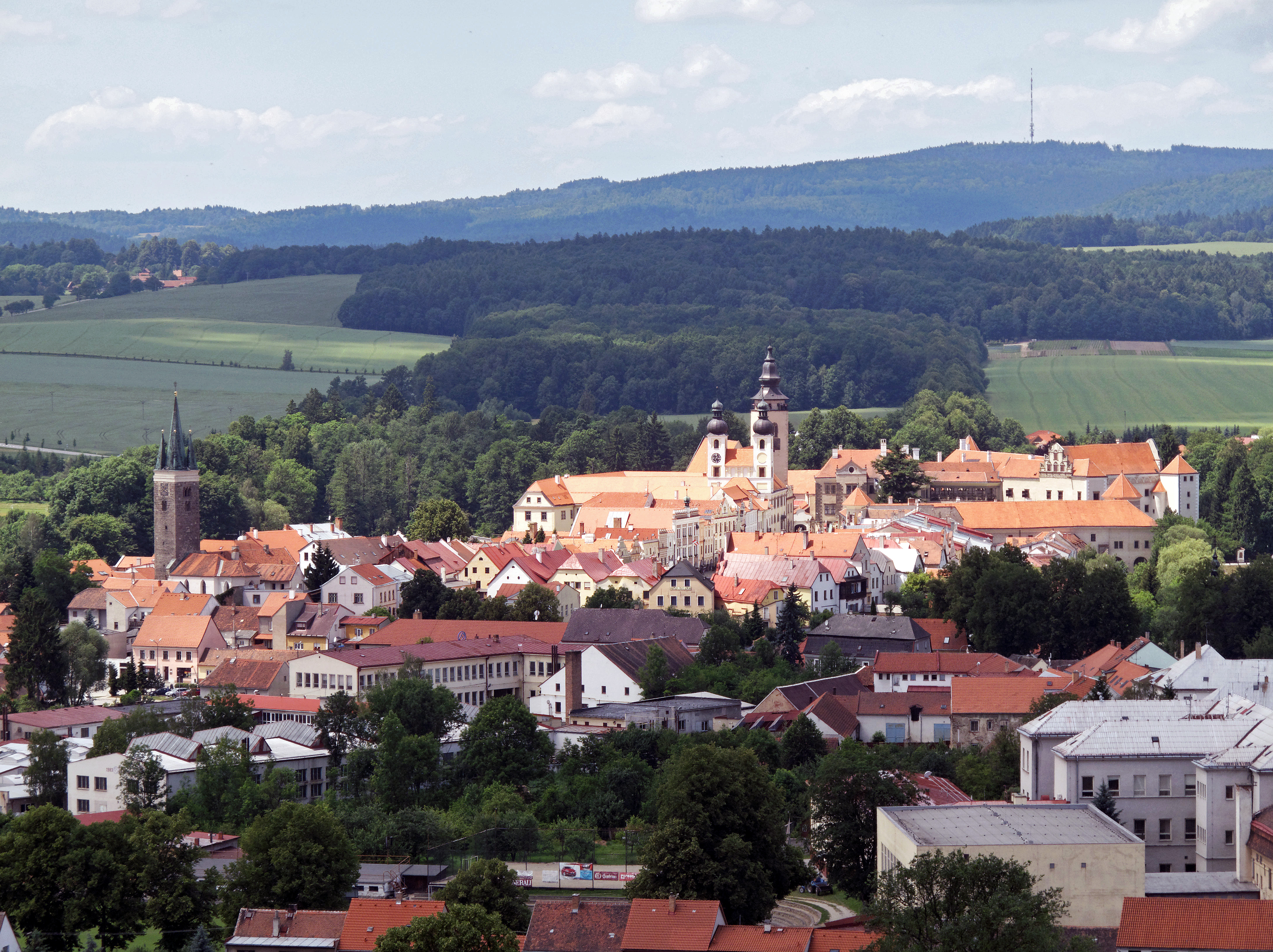
Telč z rozhledny
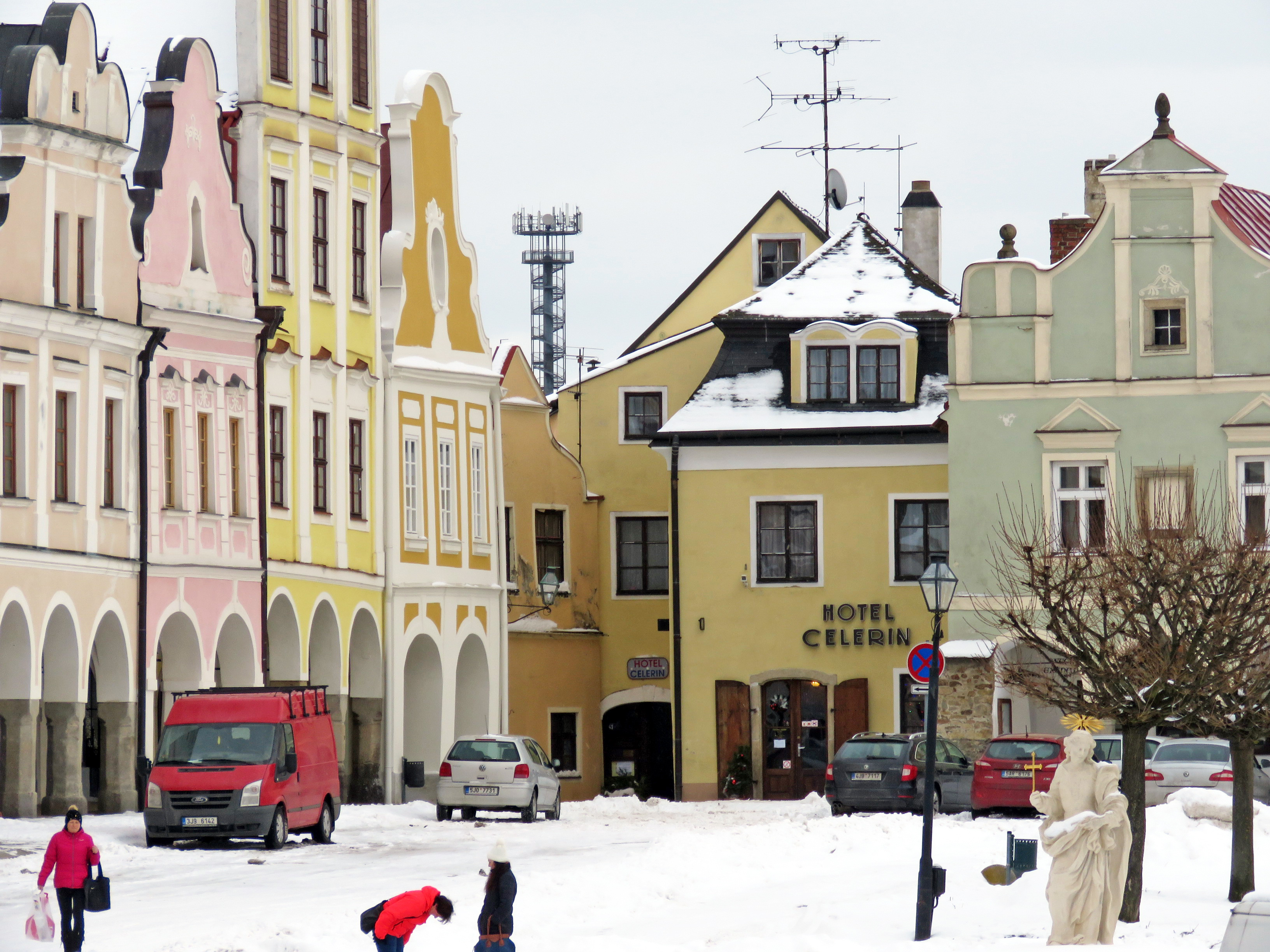
Rozhledna z telčského náměstí